# Fundo de cobertura

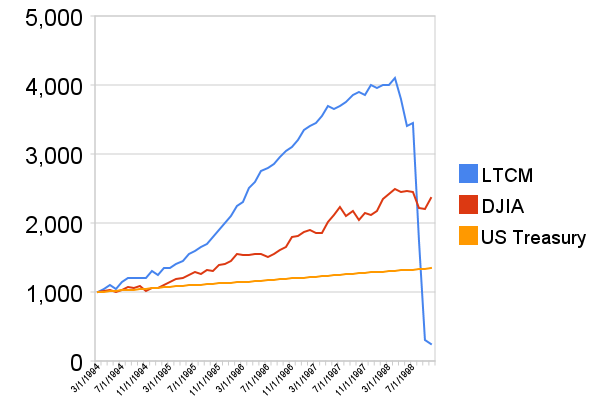
Comparação do investimento de $ 1000 em um fundo de cobertura a longo prazo (LTCM), no índice médio industrial Dow Jones e em títulos do Tesouro americano (US Treasury) com vencimento constante entre 1994 e 1998.

Fundo de cobertura, tradução do inglês hedge fund é uma forma de investimento alternativa aos investimentos tradicionais (como Bolsa de valores, Renda fixa e fundos de investimento em ações), com graus de risco variados (indo do muito baixo ao altíssimo), com poucas restrições (os Fundos de cobertura podem investir em vários tipos de ativo ao mesmo tempo, como ações, renda fixa, derivativos etc.) e em algumas situações, altamente especulativo. A flexibilidade de investimento destes fundos tem como objetivo limitar os riscos de mercado, possibilitando ao fundo lucrar independente da situação do mercado.
Os fundos se capitalizam com investidores que se juntam fornecendo grandes somas de dinheiro, que fica a disposição de uma empresa especializada responsável pela gestão deste dinheiro. O gerente do fundo, geralmente um economista ou administrador especializado na área de investimentos ou alguém com talento natural, tem liberdade para investir o dinheiro como considerar melhor, repartindo posteriormente os lucros e prejuízos conforme contrato entre as partes.
Os fundos podem assumir a forma jurídica de uma sociedade limitada, de modo que, caso o fundo vá à falência, os credores não podem ir atrás dos investidores, não importando o quanto tenha sido colocado no fundo de cobertura.

## Características
Esse conceito foi formulado por Alfred Winslow Jones em 1949, o primeiro a combinar investimentos de curto e longo prazo com o fim de garantir uma cobertura da carteira frente a movimentos do mercado. Existe um debate sobre o escopo da definição, mas as características gerais do Hedge Fund são:
1. Pouco controle por agências reguladoras;
2. Informações de performance são publicados de acordo com as regras do próprio fundo;
3. Permitem investimentos agressivos usualmente proibidas aos demais fundos: vendas descobertas, derivativos financeiros, alto grau de alavancagem financeira;
4. Não possuem prêmio de liquidez diários;
5. Não precisam de reservas mínimas de dinheiro, assim podem investir todo o capital disponível;
6. Podem permitir aumentar os investimentos e retirar certas quantias antes do fim do ano;
7. Cobram altas comissões em função do capital investido e dos resultados obtidos; assim sendo geralmente restrito a pessoas muito ricas.

Dado o alto nível de risco, os gerentes de Fundos Livres investem diretamente nos mesmos, deste modo aumentam a sua credibilidade. Em 2008, 8000 fundos operaram no mundo, gerando por volta de 1,3 trilhões.

## Estratégias

### Macroeconomia mundial
Os fundos de retorno absoluto que utilizam uma estratégia de investimento macro global assumem grandes posições nos mercados de acções, obrigações ou divisas em antecipação de acontecimentos macroeconómicos globais para gerar retornos ajustados ao risco. Os gestores de fundos macro globais utilizam a análise macroeconómica (panorâmica) com base em acontecimentos e tendências do mercado global para identificar oportunidades de investimento que beneficiem dos movimentos de preços previstos.

### Orientado para eventos
As estratégias orientadas para os acontecimentos lidam com situações em que as oportunidades e os riscos de investimento subjacentes estão ligados a um acontecimento. Uma estratégia de investimento orientada para eventos encontra oportunidades de investimento em eventos transaccionais empresariais, tais como consolidações, aquisições, recapitalizações, falências e liquidações. Os gestores que utilizam esta estratégia capitalizam as discrepâncias de avaliação no mercado antes ou depois desses acontecimentos e tomam uma posição com base no movimento previsto do título ou títulos em questão. Os grandes investidores institucionais, como os fundos de retorno absoluto, são mais propensos a adotar estratégias de investimento orientadas para eventos do que os investidores tradicionais em acções, porque têm a experiência e os recursos necessários para analisar as transacções de empresas em busca de oportunidades de investimento.

### Dirigido
As estratégias de investimento direcional utilizam movimentos, tendências ou inconsistências do mercado para selecionar acções em vários mercados. Podem ser utilizados modelos informáticos ou os gestores de fundos identificam e seleccionam os investimentos. Estes tipos de estratégias são mais susceptíveis às flutuações do mercado global do que as estratégias neutras do mercado.

## Esquema:2 e 20
Normalmente, os  hedge funds costumam cobrar anualmente, como remuneração, 2%, a título de taxa de administração,  mais 20% do total de lucros obtidos, a título de taxa de performance. É o chamado esquema 2 e 20.  Utilizando essa fórmula, o gestor do fundo de investimento recebe, a cada ano, o valor correspondente a  2% dos ativos, a título de taxa de administração, e 20% dos lucros, sendo o restante  destinado ao pagamento de tributos e, depois, distribuído proporcionalmente entre os investidores.

## Crise
A grave crise econômica que eclodiu em 2008 levou autoridades de todo o mundo a repensarem os seus modelos de regulação sobre veículos de investimento alternativos como os fundos de cobertura (Hedge Funds). A Comissão Europeia apresentou um conjunto de medidas com o objectivo de limitar e controlar os riscos assumidos por estas entidades, dentre essas destaca-se o quantitative easing, dando especial ênfase à uniformização da regulação em todo o espaço europeu e à limitação de algumas das principais ferramentas utilizadas por estes fundos, como o recurso ao efeito de alavanca financeira.
Com maior controle, é provável que o retorno a médio prazo seja menor, porém esse fundo se torna mais seguro para os envolvidos e fica mais difícil de ser usado para burlar leis como tributações.